# Гринберг (Хесен)
Гринберг (њем. Grünberg) град је у њемачкој савезној држави Хесен. Једно је од 18 општинских средишта округа Гисен. Према процјени из 2010. у граду је живјело 13.976 становника. Посједује регионалну шифру (AGS) 6531006.

## Географски и демографски подаци
Гринберг се налази у савезној држави Хесен у округу Гисен. Град се налази на надморској висини од 275 метара. Површина општине износи 89,2 km². У самом граду је, према процјени из 2010. године, живјело 13.976 становника. Просјечна густина становништва износи 157 становника/km².

## Међународна сарадња
| Мјесто   | Држава    | Врста сарадње | Од    |
| -------- | --------- | ------------- | ----- |
| Мронгово | Пољска    | партнерство   | 1992. |
| Кондом   | Француска | партнерство   | 1972. |
| Извор    |           |               |       |